# Efraim de Pereaslávia
Efraim (em russo:  Ефрем; séc. XI - c. 1098) foi bispo da metrópole de Kiev e metropolita titular de Pereaslávia. Canonizado como santo, comemorado em 28 de janeiro (10 de fevereiro), 28 de setembro (11 de outubro) na Catedral dos Reverendos Padres das Cavernas Próximas de Kiev-Pechersk e na Catedral de todos os Reverendos Padres de Kiev-Pechersk (celebração contínua até o 2º Semana da Grande Quaresma).